# Prestonville (Kentucky)
Prestonville es una ciudad ubicada en el condado de Carroll en el estado estadounidense de Kentucky. En el Censo de 2010 tenía una población de 161 habitantes y una densidad poblacional de 278,76 personas por km².

## Geografía
Prestonville se encuentra ubicada en las coordenadas 38°40′50″N 85°11′31″O / 38.68056, -85.19194. Según la Oficina del Censo de los Estados Unidos, Prestonville tiene una superficie total de 0.58 km², de la cual 0.57 km² corresponden a tierra firme y (0.45%) 0 km² es agua.

## Historia
El sitio de la actual ciudad originalmente formaba parte de una concesión de varios miles de acres otorgada al Coronel William Preston de Virginia por su servicio durante la Revolución Americana. El pueblo obtuvo su constitución en 1797. Una oficina de correos operó desde 1844 hasta 1849 y otra fue abierta en 1880.

## Demografía
Según el censo de 2010, había 161 personas residiendo en Prestonville. La densidad de población era de 278,76 hab./km². De los 161 habitantes, Prestonville estaba compuesto por el 93.79% blancos, el 0.62% eran afroamericanos, el 0% eran amerindios, el 0% eran asiáticos, el 0% eran isleños del Pacífico, el 1.86% eran de otras razas y el 3.73% pertenecían a dos o más razas. Del total de la población el 8.07% eran hispanos o latinos de cualquier raza.